# V Morávkách
V Morávkách je přírodní rezervace jižně od obce Myslív v okrese Klatovy. Oblast spravuje Agentura ochrany přírody a krajiny ČR. Důvodem ochrany je zbytek bývalých obecních pastvin (drah) s výskytem silně ohrožených a chráněných druhů rostlin. Na lokalitě se vyskytuje bohatá populace hořce hořepníku (Gentiana pneumonanthe).